# زينب صدقي
زينب صدقي (15 أبريل 1895 - 23 مايو 1993)، ممثلة مصرية من أصل تركي.

## عن حياتها
تربت في أسرة محافظة، وقد بدأت التمثيل عام 1917، وفي عام 1926 نالت الجائزة الأولى بتفوق في التمثيل الدرامي في مسابقة أقامتها لجنة تشجيع التمثيل والغناء المسرحي، وتفوقت في المسرحيات الناطقة بالفصحى، عملت في مسرح رمسيس ومسرح الريحاني وفرقه عبد الرحمن رشدي، تبنت طفلة يتيمة الأبوين هي ميمي صدقي التي عاشت في لبنان منذ بداية السبعينيات، وتزوجت، باعتبارها أن زيجتها الوحيدة لم تستمر سوى ستة أشهر، ساعدتها ملامح وجهها الطيب أن تؤدي دور الأم، والحماة في أغلب أفلامها، فهي الناظرة الطيبة في فيلم عزيزة، هي الأم المصرية في فيلم بورسعيد، والجارة الطيبة في فيلم البنات والصيف، وفي فيلم سنوات الحب كانت في أحسن حالاتها.

## أعمالها
- لابيلور (1983)
- إسكندرية ليه (1978) في دور - نينة
- صغيرة على الحب (1966)
- الراهبة (1965)
- وفاء للأبد (1962)
- فيلم الزوجة 13 ( 1962 )
- موعد في البرج (1962)
- معبد الحب (فيلم) (1961)
- التلميذة (1961)
- ارحم حبي
- الجريمة والعقاب (1957)
- كفاية يا عين (1956)
- حب ودموع (1955)
- عهد الهوى (1955)
- وعد (1954)
- كدت أهدم بيتي (1954)
- عزيزة (1954)
- عائشة (1953)
- وفاء (1953)
- أنا ذنبي إيه (1953)
- مصطفى كامل (1952)
- أولادي (1951)
- وداعا يا غرامي (1951)
- ليلة غرام (1951)
- نهاية قصة (1951)
- الخارج على القانون (1951)
- الصقر (1950)
- زوج الأربعة (1950)
- ست البيت (1949) في دور - الحماة
- نادية (1949)
- فتاة من فلسطين (1948)
- عدو المجتمع (1947)
- معروف الإسكافي (1947)
- الأحدب (1946)
- النائب العام (1946)
- عواصف (1946)
- اليتيمة (1946)
- هدمت بيتي (1946)
- دايما في قلبي (1946)
- مدينة الغجر (1945)
- قبلة في لبنان (1945)
- بين نارين (1945)
- الصبر طيب (1945)
- أول الشهر (1945)
- على مسرح الحياة (1942)
- امرأة خطرة (1941)
- لافولنت (1939)
- بسلامته عايز يتجوز (1936)
- الاتهام (1934) في دور - زوزو
- كفري عن خطيئتك (1933)

## روابط خارجية
- زينب صدقي على موقع IMDb (الإنجليزية)
- زينب صدقي على موقع الدهليز
- زينب صدقي على موقع قاعدة بيانات الأفلام العربية
- زينب صدقي على موقع قاعدة بيانات الفيلم (الإنجليزية)
- زينب صدقي على موقع كينوبويسك (الروسية)